# 曼尼普尔邦
曼尼普尔邦（羅馬化：Maṇipūra），自稱剛萊博（羅馬化：Kangleipak）、寐戴萊博（羅馬化：Miteileipak），是印度东北的一个邦。该邦成立于1972年，东与缅甸为界，西与阿薩姆邦相连，南以米佐拉姆邦毗连，北同那加兰邦接壤，过去曾经是英属印度曼尼普尔土邦的一部分。在曼尼普尔语中，该邦名称“刚莱博”意为乾土地，名稱“曼尼普尔”的梵語意为“珍珠城”，是該地皈依印度教後信徒附會太陽神經叢的結果。主體民族為梅泰族，还有大量米佐-库基人，主要宗教为印度教和基督教，少数人信仰剛萊敎和伊斯兰教。

## 历史
曼尼普爾當地人崇拜一种龍頭兽身生物（Kanglā shā），桑加伊節的背景就是兩條騰飛的龍（Naga），Kangla古王宮作為王室權利象徵也有龍圖騰。曼尼普爾民間一直維持著對龍的崇拜。与周边的藏缅民族习俗相似，傳統價值觀尊老愛幼，重視家庭。
在18世紀，當時的國王在孟加拉婆罗门的支持下，因為個人偏好強迫曼尼普爾人皈依印度教，然而剛萊敎仍為曼尼普爾的民間信仰，對龍的崇拜依然以各種形式在曼尼普爾保存下來。
曼尼普尔包含傳說與神話在內有近千年的历史，在历史上一直都是独立的王国，印度和缅甸的主要通路经过曼尼普尔邦，以前的玛哈拉贾征收关费，因此曼尼普尔比印度东北的其他地区富有，和尼泊尔王国处境相似同样维持了几百年的独立。19世纪曾一度为缅甸贡榜王朝占领，但是第一次英缅战争后，曼尼普尔被割让给英属印度。後來英国介入曼尼普尔王室纷争。在抓捕曼尼普尔的一个王子的过程中，英国军队杀死了很多当时正在观看传统舞蹈的平民。作为报复，平民杀死了五个英军士兵。这一事件直接引发英国对曼尼普尔王国宣战。英国取胜后，那个王子则被判处死刑，最后在曼尼普尔首府被当众绞死。
当地土邦在1947年摆脱英国殖民之后，1949年加入印度自治领。印度独立后，曼尼普尔先为中央直辖区，于1972年成为一个单独的邦。曼尼普尔邦的叛乱分子在近几十年时间内一直在寻求脱离印度独立建国。
2023年印度曼尼普尔邦骚乱因山谷的梅泰族和周边的库基族的保留地位而爆发，造成几百人死亡，数千人流离失所。

## 文化和社会

### 宗教
曼尼普爾邦原為印度教佔絕大多數的邦，但由於印度獨立以來基督徒比例及人口幾十年來逐年成長，以致基督教現已與印度教比例相當，約各佔41-42%，如未來趨勢不變，預期未來幾年內曼尼普爾邦將成為印度第五個以基督教為主的邦。

### 藝文
曼尼普尔邦的曼尼普利舞举世闻名，是印度四大古典舞蹈之一。

### 社會問題
曼尼普尔邦也是印度和缅甸之间的毒品贸易的枢纽，所以当地的毒品交易非常普遍，致使吸毒和艾滋病蔓延的情况極其严重。

## 行政區劃

曼尼普爾邦地圖

下分9縣。

## 經濟

### 主要經濟走向
曼尼普尔邦的经济主要由农业，林业，住宅和贸易驱动。
下表是表示曼尼普尔邦邦內生產總值 ，由印度統計和計畫部門所公佈的資料，單位為百萬印度盧比
| 年份   | 曼尼普尔邦邦內生產總值 |
| ------ | ---------------------- |
| 1980年 | 2,180                  |
| 1985年 | 4,180                  |
| 1990年 | 8,210                  |
| 1995年 | 16,270                 |
| 2000年 | 29,888                 |
| 2010年 | 83,140                 |